# Żytnik
Żytnik – osada w Polsce położona w województwie zachodniopomorskim, w powiecie szczecineckim, w gminie Barwice. Leży przy drodze wojewódzkiej nr .
W latach 1975–1998 miejscowość położona była w województwie koszalińskim.